# SABA (tysk elektroniktillverkare)
SABA, eg. Schwarzwälder Apparate Bau Anstalt, August Schwer Söhne GmbH, var en tysk elektroniktillverkare.

## Historia
SABA startade 1835 som urtillverkare i Triberg im Schwarzwald i Schwarzwald. Under 1920-talet utvecklades företaget till en av Tysklands ledande tillverkare av radioapparater. Under andra världskriget förstördes fabrikerna, som var omställda till krigsproduktion, av allierat flyg. Efter kriget återupptogs tillverkningen och under 1950-talet inleddes satsningen på TV.
1980 såldes Saba till den franska Thomson-koncernen och finns idag enbart som varumärke.